# Multimedia Super Corridor
Der Multimedia Super Corridor, abgekürzt MSC, ist eine Sonderwirtschaftszone in Malaysia, die sich an Unternehmen im Bereich Informations- und Kommunikationstechnologie wendet. 
Der MSC war Teil des nationalen Projektes Vision 2020, die Mahathir bin Mohamad, der ehemalige Premierminister von Malaysia, 1991 verkündete: Malaysia sollte bis zum Jahr 2020 ein vollständig industrialisierter Staat werden.

## Lage
Der MSC ist ein etwa 15 km breites und 50 km langes Gebiet, das sich zwischen den Petronas Twin Towers und dem Kuala Lumpur International Airport erstreckt. Der MSC umfasst auch die beiden Städte Cyberjaya und Putrajaya, wo nun die Verwaltung des Landes untergebracht ist.